# Wspólnota (tygodnik)
Pismo Samorządu Terytorialnego „Wspólnota” – dwutygodnik wydawnictwa Municipium SA. Najważniejsze w kraju pismo adresowane do wszystkich osób związanych z pracą w samorządzie lokalnym. Dostarcza specjalistyczną wiedzę prawną, omawia skutki procesów legislacyjnych, publikuje analizy i komentarze poświęcone zmieniającemu się prawu, prezentuje najważniejsze postacie mające wpływ na rozwój samorządności w Polsce. Ukazuje się od marca 1990 r. Jest dostępne tylko w prenumeracie. Wydawane w nakładzie 8000 egzemplarzy.